# Loisy-en-Brie
Loisy-en-Brie település Franciaországban, Marne megyében. Lakosainak száma 173 fő (2022. január 1.). Loisy-en-Brie Montmort-Lucy, Beaunay, Étoges, Givry-lès-Loisy, Vert-Toulon és Blancs-Coteaux községekkel határos.

## Népesség
A település népességének változása:
| Lakosok száma | 189  | 197  | 181  | 183  | 204  | 209  | 200  | 180  | 177  | 173  |
|               | 1968 | 1982 | 1990 | 2006 | 2013 | 2015 | 2017 | 2019 | 2020 | 2022 |